# Ieremia Movilă
Ieremia Movilă (Jeremi Mohyła in polacco; XVI secolo – 1606) fu voivoda di Moldavia una prima volta tra l'agosto del 1595 ed il maggio del 1600 ed una seconda volta dal settembre del 1600 al luglio del 1606.

## La conquista del trono
Potente boiaro della famiglia Movilești, Ieremia venne posto su trono di Iași dal cancelliere polacco hetman Jan Zamoyski. Zamoyski aveva deciso d'intervenire in Moldavia per estromettere dal potere il generale valacco Ștefan Răzvan, subentrato con la forza al voivoda Aron Tiranul grazie all'appoggio del voivoda transilvano Sigismondo Báthory e dell'imperatore Rodolfo II d'Asburgo.
Messo al potere dai polacchi, Ieremia risolse di chiudere la partecipazione moldava alla Lunga Guerra, avviando accordi di pace con l'Impero ottomano. Mentre la Moldavia veniva invasa dal Khan di Crimea Ğazı II Giray, vassallo della Sublime porta, Movilă aprì i negoziati con il Gran Vizir Koca Sinan Pasha. Nell'ottobre del 1595 Ieremia sconfisse i tartari, poi siglò a Cecora un trattato con Istanbul. In dicembre, Răzvan tentò di riconquistare il trono moldavo, appoggiato da truppe inviate da Báthory, ma venne sconfitto da Movilă e, una volta catturato, impalato.
Nel 1597, Ieremia rafforzò la sua posizione nominando hetman del suo esercito il fratello Simion Movilă.

## La lotta contro Michele di Valacchia
Ormai divenuto un vassallo sia del sultano turco che della potente Confederazione Polacco-Lituana, Movilă trovò un formidabile avversario nel voivoda di Valacchia Michele il Coraggioso. Fresco della vittoria contro le truppe transilvane del cardinale Andrea Báthory (Battaglia di Șelimbăr), Michele di Valacchia, ormai (1599) sovrano della Transilvania, mosse contro la Moldavia.
Il 7 maggio 1600, nella Battaglia di Bacău, Michele il Coraggioso schiacciò le truppe di Ieremia Movilă e del redivivo Sigismondo Báthory, giunto con rinforzi polacchi. Movilă e Báthory si rinchiusero nel castello di Hotin poi (11 giugno) Movilă fuggì riuscendo ad attraversare il Dniester ed a raggiungere il campo dell'hetman Stanisław Żółkiewski. L'onere della lotta contro i valacchi passò direttamente ai polacchi. Żółkiewski e Jan Karol Chodkiewicz liberarono la Moldavia dalle truppe di Michele poi passarono ad attaccarlo in Valacchia, ottenendo una cruciale vittoria nella Battaglia di fiume Teleajăn che estese il potere della Confederazione Polacco-Lituana fino al Danubio. Ieremia Movilă venne rimesso sul trono moldavo e suo fratello Simion divenne voivoda di Valacchia. Costretto a rinegoziare la sua alleanza con l'imperatore Rodolfo II, Michele il Coraggioso poté rientrare in Valacchia solo nel 1601 ma, dopo l'ennesima vittoria sulle truppe di Sigismondo Báthory (Battaglia di Goroszló), venne assassinato per ordine del generale asburgico Giorgio Basta il 9 agosto, onde evitare problemi all'annessione austriaca della Transilvania. Lo scoppio di un conflitto tra la Confederazione polacca e la Svezia costrinse i polacchi ad allontanarsi dalla Valacchia, che venne prontamente occupata dai turchi, ed a rafforzare la loro presenza in Moldavia.

## Famiglia

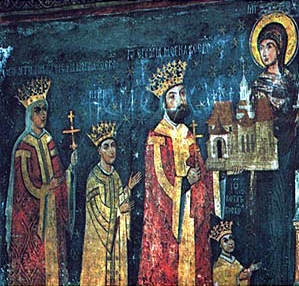
Ieremia Movilă e familiari nell'affresco presso il Monastero di Sucevița)

Ieremia era figlio di Maria (morta tra il 1614 ed il 1616), figlia illegittima di Petru IV Rareș. Sua moglie fu la nobildonna ungherese Elzbieta Csomortany de Losoncz (morta ad Istanbul nel 1617); una figura fondamentale nella storia della diffusione del cattolicesimo in Moldavia. I figli di Ieremia furono tutti sovrani di Moldavia mentre le sue figlie sposarono membri della famiglia Potocki, appartenente ai ranghi della Szlachta polacca:
- Anna Mohyła (1579–1667) sposò Stanisław "Rewera" Potocki tra il 1658 ed il 1661;
- Maria (morta il 10 dicembre 1638) sposò Stefan Potocki nel 1606;
- Raina Mohylanka (morta nel 1619) sposò Michal Wiśniowiecki.

Nel 1585, Ieremia Movilă fece costruire il Monastero di Sucevița, presso il quale venne poi sepolto.